# São Roque Novo
São Roque Novo é um distrito do município brasileiro de Bofete, no interior do estado de São Paulo.

## História

### Formação administrativa
- Lei Ordinária nº 1.453 de 06/11/1995 - Cria o distrito de São Roque Novo no município de Bofete[2].

## Geografia

### Demografia

#### População urbana
| Crescimento população urbana | Crescimento população urbana | Crescimento população urbana | Crescimento população urbana |
| Censo                        | Pop.                         |                              | %±                           |
| ---------------------------- | ---------------------------- | ---------------------------- | ---------------------------- |
| 2000                         | 118                          |                              | —                            |
| 2010                         | 140                          |                              | 18,6%                        |
| Fonte: IBGE e Fundação SEADE |                              |                              |                              |

#### População total
Pelo Censo 2010 (IBGE) a população total do distrito era de 587 habitantes.

### Área territorial
A área territorial do distrito é de 104,242 km².

### Rodovias
Estrada vicinal de acesso à SP-147 e ao Bairro de Santana.

## Serviços públicos

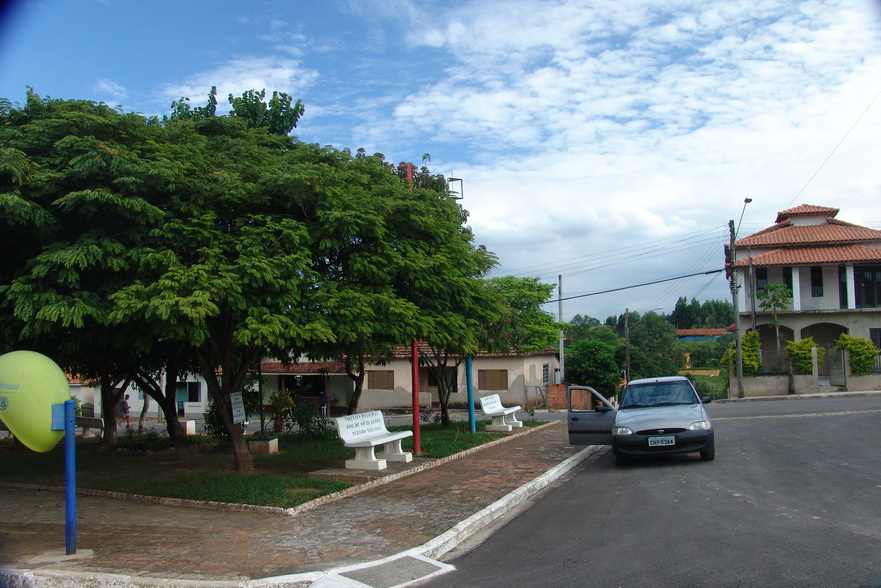
Aspecto local.

### Registro civil
Feito na sede do município, pois o distrito não possui Cartório de Registro Civil das Pessoas Naturais.

### Saneamento
O serviço de abastecimento de água é feito pela Companhia de Saneamento Básico do Estado de São Paulo (SABESP).

### Energia
A responsável pelo abastecimento de energia elétrica é a CPFL Paulista, distribuidora do Grupo CPFL Energia.

## Religião

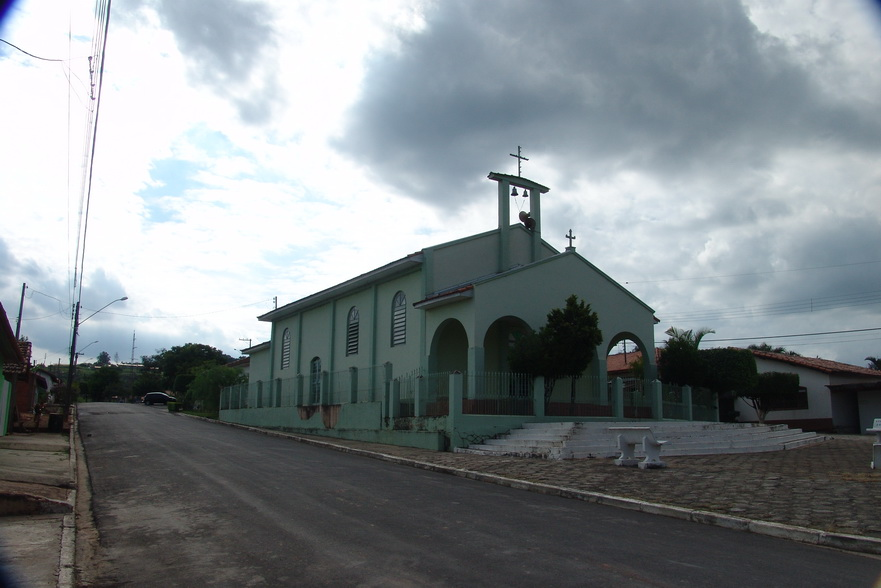
Igreja.

O Cristianismo se faz presente no distrito da seguinte forma:

### Igreja Católica
- A igreja faz parte da Arquidiocese de Botucatu[13].

### Igrejas Evangélicas
- Congregação Cristã no Brasil[14].